# 安德魯·塞羅斯
安德魯·塞羅斯（英語：Andrew Selous，1962年4月27日—）是一位英格蘭政治人物，他的黨籍是保守黨。自2001年開始，他擔任西南貝德福德郡選區選出的英國下議院議員。他畢業於倫敦政治經濟學院，曾經在英國軍隊服役。